# 蒙戈猜·贝奇西
蒙戈猜·贝奇西（泰语转写：Mongkolchai Pechsri，1981年5月7日—）也译蒙克查，泰国足球裁判，2010年成为FIFA国际足球裁判。
蒙戈猜执法过东南亚足球锦标赛、東亞盃（即原来的東亞足球錦標賽）。在泰国国内，他执法泰超。2013年中超联赛第四轮山东鲁能坐阵主场与天津泰达的比赛，蒙戈猜应邀来华执法。